# Перепечко Олександр Юрійович
Олександр Юрійович Перепечко (біл. Аляксандр Юр'евіч Перапечка; нар. 7 квітня 1989, Мінськ, Білоруська РСР) — білоруський футболіст, півзахисник.

## Клубна кар'єра
Вихованець мінського «Арсеналу», перший тренер — Михайло Францович Шутович. Дорослу футбольну кар'єру розпочав у «Молодечно». З 2008 до 2010 року з перервами виступав за ризькі клуби: спочатку за «Олімпс», потім за «Сконто». У сезоні 2011 років виступав за мінське «Динамо», а в квітні 2012 року перейшов до бобруйської «Білшини».
У січні 2013 року побував на перегляді в «Нафтані», але новополоцькому клубу не прийшов. У березні 2013 року став гравцем берестейського «Динамо». Спочатку виступав в основі, потім вийшов на заміну, а в червні головний тренер Володимир Курнєв перевів Перепечку в дубль. У вересні, після відходу Курнєва з клубу, повернувся в стартовий склад і швидко зарекомендував себе як правий півзахисник.
У сезоні 2014 року став стабільним гравцем берестейського клубу. Зазвичай грав на позиції лівого півзахисника. У січні 2015 року покинув «Динамо-Берестя».
Після відходу з «Динамо» почав тренуватися зі «Слуцьком» і незабаром підписав контракт з клубом. У червні 2015 року, однак, перестав виходити на поле, а 24 червня його контракт зі «Слуцьком» був розірваний. Незабаром повернувся до складу берестейського «Динамо», а в серпні знову став гравцем берестчан. У другій половині сезону став стабільним гравцем основи «Динамо», але покинув клуб наприкінці сезону.
З січня 2016 року перебував на перегляді у «Слуцьку», а в лютому став гравцем «цукровиків». У грудні 2016 року залишив слуцький клуб. У лютому 2017 року побував на перегляді в молдовському «Мілсамі», пізніше підтримував форму з «Городеєю». У квітні 2017 року підписав контракт з «Іслоччю». У складі «Іслочі» вийходив на заміну і зіграв за команду 7 матчів. У липні 2017 року покинув клуб після закінчення терміну дії контракту.
У вересні 2018 року, провівши більше року без команди, перейшов до мінського «Торпедо». Зіграв за «Торпедо» у двох матчах і покинув команду наприкінці сезону 2018 року.
У червні 2019 року отримав ліцензію футбольного агента.

## Кар'єра в збірній
Перед чемпіонатом Європи 2011 року в Данії увійшов до складу молодіжної збірної Білорусі, замінивши травмованого Володимира Юрченка. Він відразу став основним гравцем команди і з нею завоював бронзову медаль. Виступав за олімпійську збірну Білорусі, але на Олімпійські ігри 2012 року не потрапив.

## Досягнення
- Вища ліга Латвії
  -  Чемпіон (1): 2010

- Молодіжний чемпіонат Європи
  -  Бронзовий призер (1): 2011